# Rhynchotermes
Rhynchotermes es un género de termitas  perteneciente a la familia Termitidae que tiene las siguientes especies:

## Especies
1. Rhynchotermes bulbinasus
2. Rhynchotermes diphyes
3. Rhynchotermes guarany
4. Rhynchotermes nasutissimus
5. Rhynchotermes nyctobius
6. Rhynchotermes perarmatus
7. Rhynchotermes piauy